# Daisuke Ičikawa
Daisuke Ičikawa (* 14. května 1980) je japonský fotbalista.

## Reprezentační kariéra
Daisuke Ičikawa odehrál 10 reprezentačních utkání. S japonskou reprezentací se zúčastnil Mistrovství světa 2002.

## Statistiky
| Japonsko | Japonsko | Japonsko |
| Roky     | Záp.     | Góly     |
| -------- | -------- | -------- |
| 1998     | 1        | 0        |
| 1999     | 0        | 0        |
| 2000     | 0        | 0        |
| 2001     | 0        | 0        |
| 2002     | 9        | 0        |
| Celkem   | 10       | 0        |